# Gynacantha bifida
Gynacantha bifida är en trollsländeart som beskrevs av Jules Pièrre Rambur 1842. Gynacantha bifida ingår i släktet Gynacantha och familjen mosaiktrollsländor. Inga underarter finns listade i Catalogue of Life.